# Igor Astapkovich
Igor Astapkovich (em bielorrusso: Ігар Вячаслававіч Астапковіч) (Minsk, 4 de janeiro de 1963) é um antigo atleta, lançador de martelo, que alcançou duas medalhas olímpicas, primeiro representando a União Soviética e mais tarde o seu país de origem, a Bielorrússia.
Obteve três medalhas de prata consecutivas em Campeonatos do Mundo e sagrou-se campeão da Europa em 1990. O seu máximo pessoal é de 84,62 metres, conseguido em 1992, o que o coloca ainda hoje na lista dos dez melhores de sempre.
Astapkovich é casado com a lançadora de disco Irina Yatchenko. O seu irmão Konstantin Astapkovich também foi um lançador de martelo de categoria internacional.